# Harmoniska Sällskapet
Harmoniska sällskapet var ett sällskap i Stockholm, med ändamål att utföra såväl vokalmusik som instrumentalmusik. Sällskapet bildades  25 maj 1820 och upplöstes 1865.

## Historik
Harmoniska sällskapet bildades 25 maj 1820 i Stockholm med ändamål att utföra såväl vokalmusik som instrumentalmusik. Kören uppgick till en början till 120 personer, orkestern till 40 personer, alla var amatörer. Sällskapets förste anförare var en av stiftarna, konsul Lindqvister. Senare leddes kören av hovsångaren Isak Berg och orkestern av kapellmästaren Johan Fredrik Berwald. Sällskapet uppförde klassiska oratorier av Georg Friedrich Händel och Felix Mendelssohn bland andra, mässor, kantater samt stycken ur operor. Bernhard von Beskow var ordförande från 1831.
Sällskapet var aktivt till omkring 1849 och upplöstes 1865 efter att ha vilat i ungefär 16 år. Biblioteket, donationer och instrument överlämnades då till Musikaliska akademien. 1860 stiftades av Ludvig Norman, Ivar Hallström och Julius Günther Nya harmoniska sällskapet, vilket arbetade i samma riktning som det gamla, men även i högre grad än det tidigare odlade nyare, även svensk musik. Kören var 100 blandade röster; orkestern utgjordes i början bara av amatörer, men efter 1866 anlitades vanligen hovkapellet. Det hela anfördes av Norman, sången av Günther. 1878 höll sällskapet sin sista konsert och upplöstes 1880, då Musikföreningen i Stockholm stiftades.